# Kľak (Muráňská planina)
Kľak (1409 m n. m.) je nejvyšší hora Muráňské planiny. Nachází se v centrální části pohoří asi 9 km jižně od Heľpy a 7 km severozápadně od Muráně v okrese Revúca (Banskobystrický kraj, kousek od vrcholu probíhá hranice s okresem Brezno). Vrchol je pokrytý vzrostlým lesem a omezený výhled poskytují pouze malé louky na okraji vrcholové plošiny. Celý masív je součástí Národního parku Muráňská planina.

## Přístup
Na vrchol hory nevede žádná turistická trasa, pouze po jihovýchodním úbočí prochází červeně značená Rudná magistrála.